# 羅伯特·尼珀德

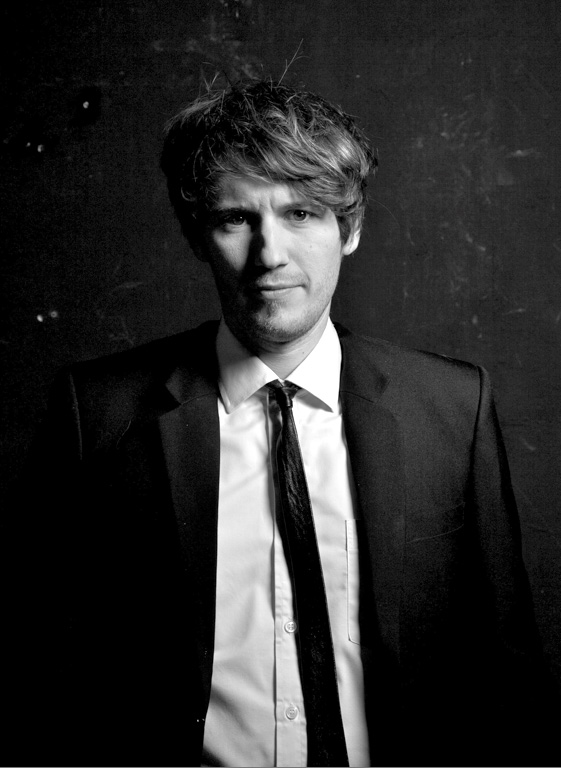
罗伯特·尼珀德 (Robert Nippoldt)

罗伯特·尼珀德（1977年—），生于德国克拉嫩堡，是一名德国籍插画家、平面设计师和图画作家。
曾在明斯特的应用科技大学攻读平面设计和插画专业。图书《黑帮之王》即为他的毕业设计作品。两年之后（2007年），他出版了自己的第二本图书《爵士乐：咆哮的二十年代的纽约》 。该书被译成了多种语言，并为他赢得了无数奖项。在2010年，他的第三部作品《重回好莱坞30年代》 面世，书中刻画了二十世纪20年代和30年代下的美国好莱坞。2017年，他的第四本图书《夜幕降临咆哮的二十年代的柏林》由塔森出版社出版。他的图书往往随附游戏 和限量版的丝网版画。除了图书作品外，他还为某些国际杂志和客户绘制插画，如《纽约客》、《法国世界报》、《时代周报》、《梅赛德斯-奔驰》杂志、《读者文摘》、塔森出版社和《时代杂志》。
在与姐姐阿斯特丽德·尼珀德和妻子克里丝汀娜·尼珀德的一同努力下，罗伯特成立了“尼珀德工作室”，并将其纳入为自身品牌之一。
“Ein Rätselhafter Schimmer”是由《柏林》一书衍生的演出，由罗伯特·尼珀德和“Trio Größenwahn”在 2015-2018 年间创作。该舞台表演包含现场绘画和现场音乐，已演出超过 50 场，还曾经在波恩 Pantheon 剧院、柏林 Heimathafen 剧院和爱达邮轮上演出。
德国、瑞士和西班牙举办的展会均有展出过罗伯特·尼珀德的作品。他的工作室位于明斯特的一所老旧货物仓库中。

## 出版作品

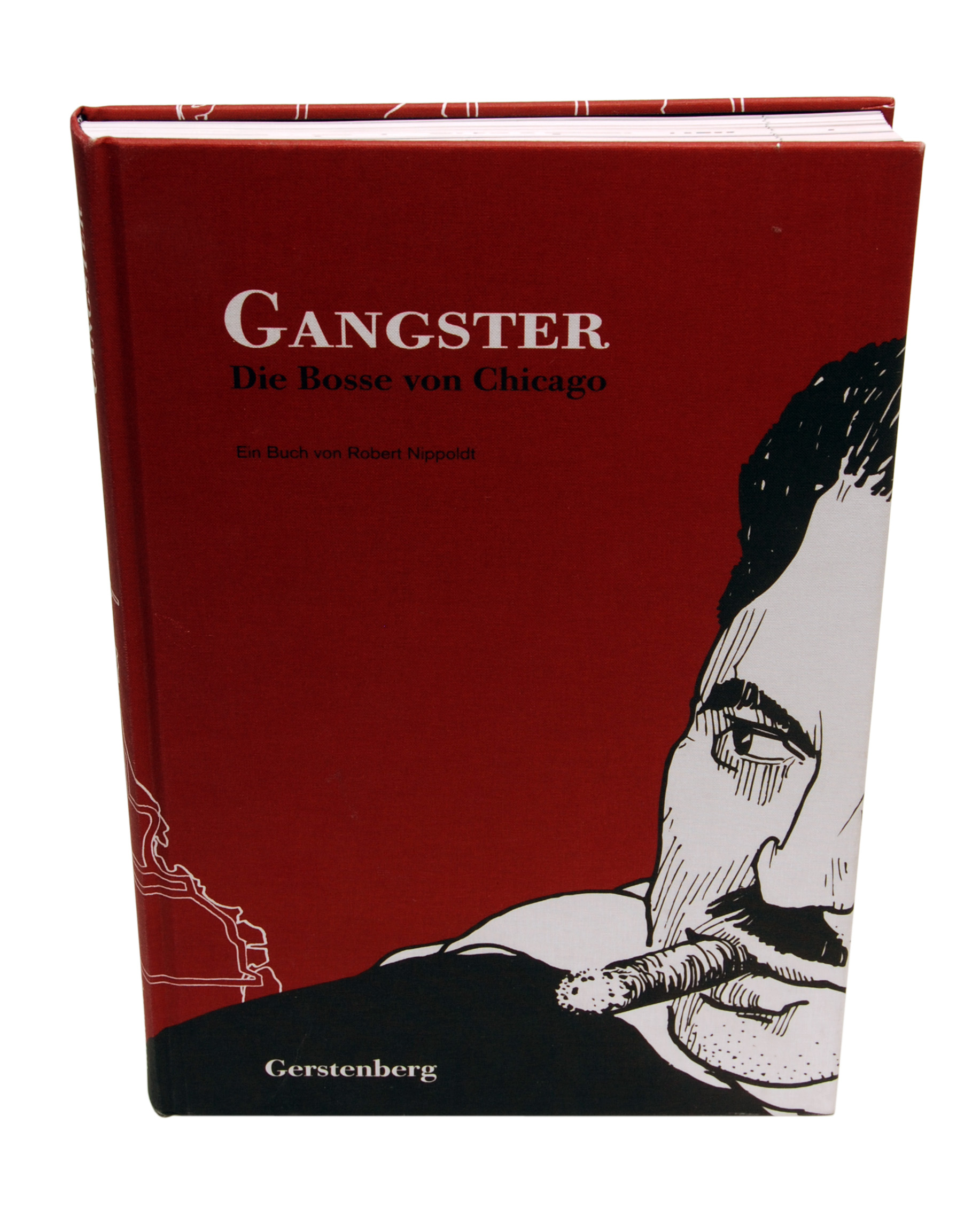
《黑帮之王》

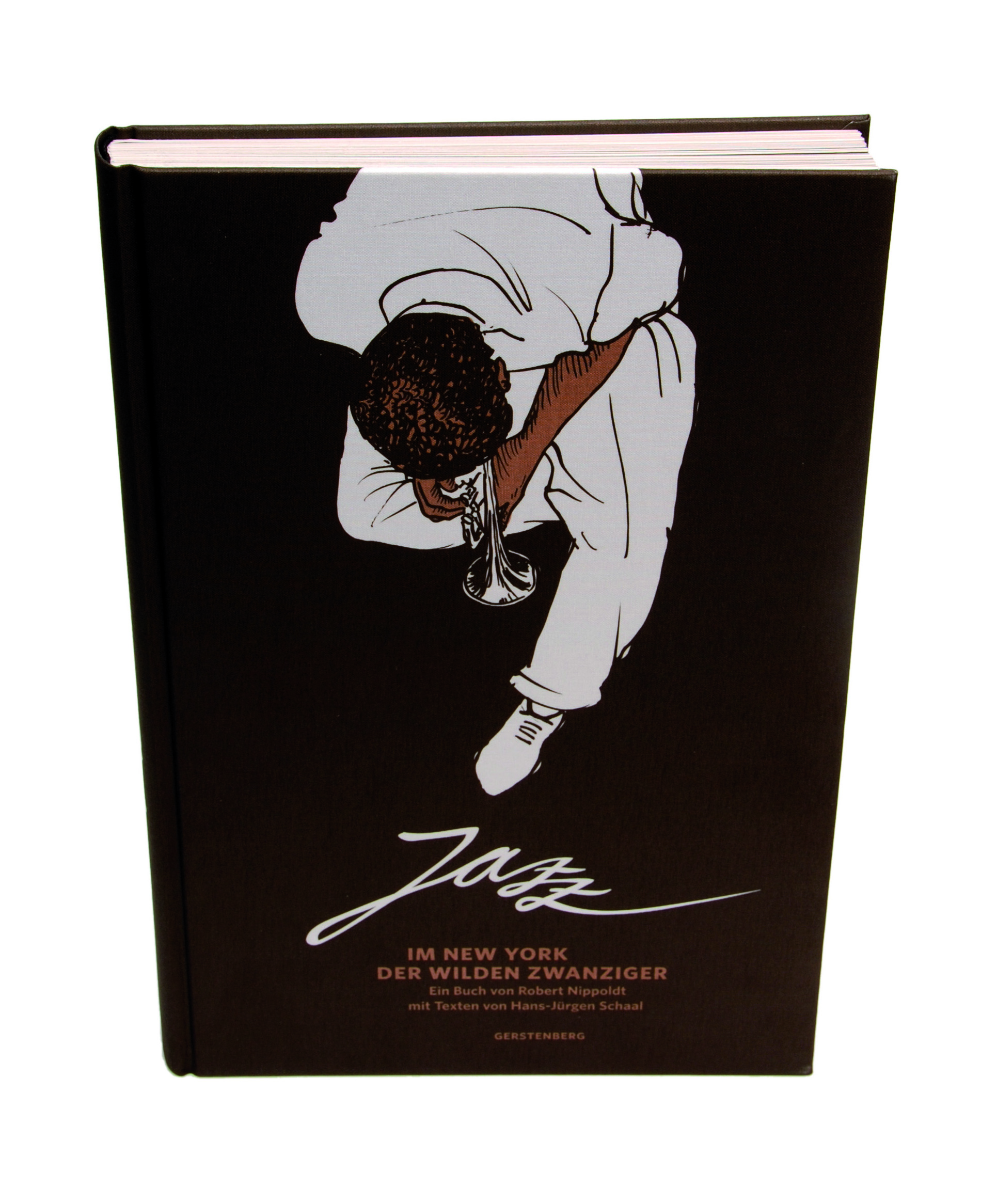
《爵士乐：咆哮的二十年代的纽约》

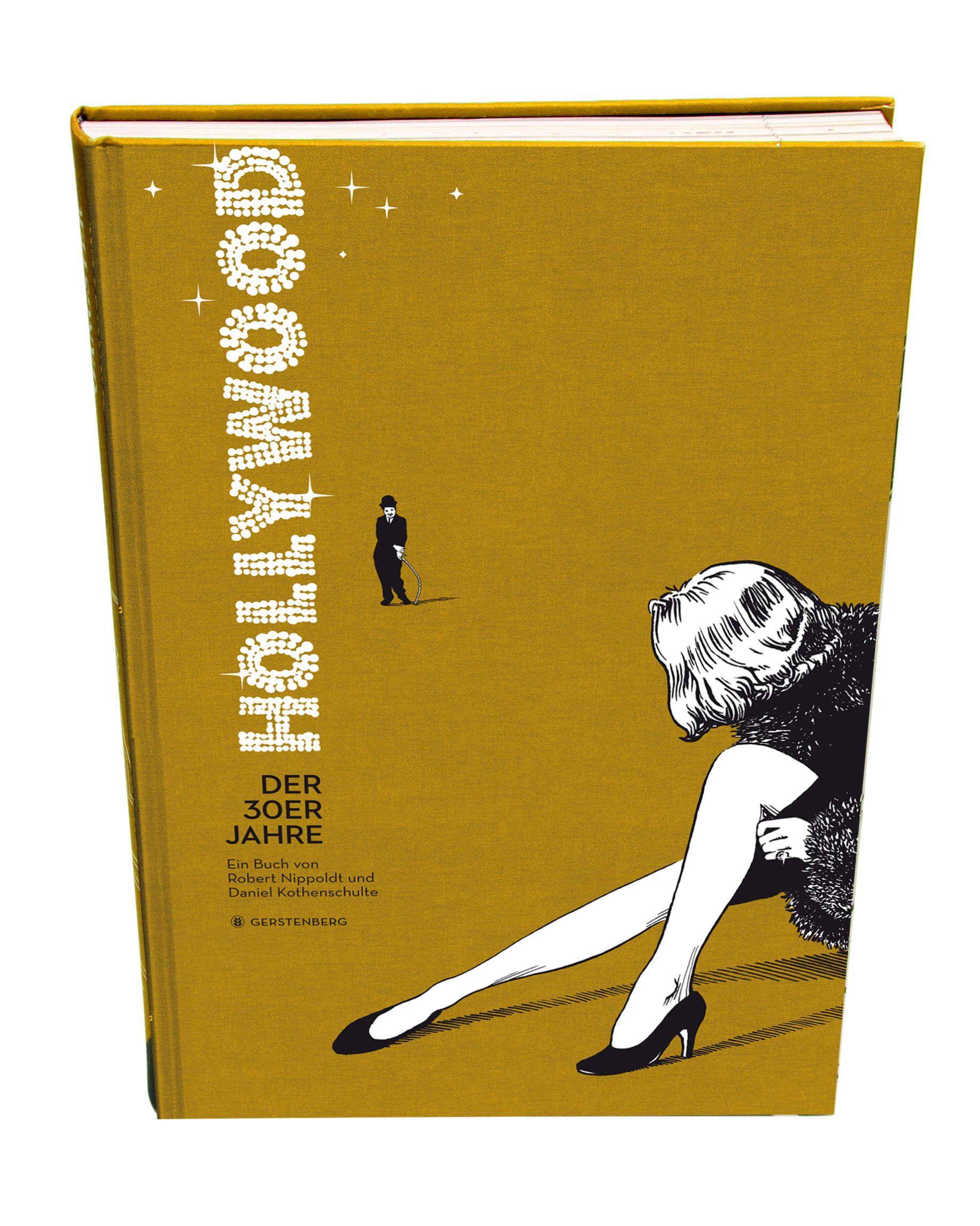
《重回好莱坞30年代》

- 《黑帮之王》，2005年，盖尔斯滕贝格出版社；希尔德斯海姆。ISBN 978-3-8067-2941-2[14]
- 《爵士乐：咆哮的二十年代的纽约》 ，2013年，塔森出版社；著文：Hans-Jürgen Schaal。ISBN 978-3836545013[15]
- 《重回好莱坞30年代》 ，2013年，塔森出版社；理念和著文：Daniel Kothenschulte；着色： Christine Goppel 。ISBN 978-3-8369-2628-7[16]
- 《The Great Transformation:Climate – Can we beat the Heat》 ，2014年， Christine Goppel、Jörg Hartmann、Jörg Hülsmann、Astrid Nippoldt & Iris Ugurel；出版者：A. Hamann、C. Zea-Schmidt & Reinhold Leinfelder, WBGU，柏林。ISBN 978-3936191417[17]
- Night Falls on the Berlin of the Roaring Twenties ，2017年, ISBN 978-3-8365-6320-8[18]

## 所获奖项
- 2019年, ADC奖“柏林” (ADC Award)[19]
- 2019年, “柏林”靛蓝设计奖 (Indigo Design Award)[20]
- 2019年，汉诺威：《柏林》iF设计奖 (iF Design Award)[21]
- 2019年，法兰克福：《柏林》德国设计奖 (German Design Award)
- 2019年，设计奖“柏林” (A' Design Award)[22]
- 2019年，Econ Megaphone奖 “柏林”[23]
- 2018年, 洛杉矶：“柏林”国际图书奖，(International Design Award)[24]
- 2018年, 洛杉磯：《柏林》最佳圖書獎
- 2018年, 柏林：《柏林》获得柏林类型奖
- 2018年, 埃森：《柏林》获得红点设计奖
- 2018年, 维也纳：《柏林》赢得了约瑟夫宾德奖
- 2018年, 梅尔布施：《柏林》国际创意媒体奖 (International Creative Media Award)[25]
- 2016年，法兰克福：《爵士乐》德国设计奖 (German Design Award)[26]
- 2015年，纽约：《好莱坞》中的“Facemap”被评为美国最佳信息图 (Best American Infographic)
- 2014年，洛杉矶：《爵士乐》获得国际图书奖 (International Book Award)[27]
- 2014年，芝加哥：《爵士乐》获得优秀设计奖 (Good Design Award)[28]
- 2014年，维也纳：《爵士乐》获得约瑟夫宾德奖(Joseph Binder Award)
- 2014年，科摩：《爵士乐》获得A'设计大奖 (A' Design Award)[29]
- 2014年，伦敦：《爵士乐》获得英国设计及美术指导奖
- 2014年，纽约：《爵士乐》中的 “The Recording Sessions – Sociogram” 被评为美国最佳信息图
- 2013年，洛杉矶：《爵士乐》获得国际设计大奖 (International Design Award) [30]
- 2011年，法兰克福：《好莱坞》获得德国设计师俱乐部大奖 (German Designer Club Award)
- 2011年，埃森：《好莱坞》获得红点设计大奖 (red dot design award) [31]
- 2010年，柏林：《好莱坞》（汉斯·赫尔穆特·普林茨勒著写）被评为年度电影书
- 2008年，斯德哥尔摩：《爵士乐》凭借其出色布局，赢得了欧洲设计大奖 (European Design Award) [32]
- 2007年，法兰克福：《爵士乐》被德国书艺基金会评为“2007年度最美的德文书”
- 2007年，柏林：《爵士乐》在柏林插画艺术节被评为“欧洲最精彩的图书之一”
- 2006年，埃森：《黑帮之王》获得红点设计大奖